# 大廍
大廍位於雲林縣褒忠鄉中民村，清朝時期為因製糖業而形成的聚落，約在褒忠鄉中心的東北邊一公里。
大廍是清朝時埔姜崙「得福館」 製造蔗糖規模最大的糖廍（bù ㄅㄨˋ）（糖廠）所在地。因製糖人員聚集，然後形成部落，所以稱「大廍」。
庄內居民大多為張、楊等姓氏。
大廍是台灣花鼓陣的發祥地之一。約自1950年代，延聘師傅教授花鼓陣，初期成員皆為壯丁，後來才由聚落之農村主婦組成花鼓隊，並參與各種全省性的及地方性的節慶表演。
原設有頂館、下館兩處公館，頂館位於現褒忠派出所一帶，目前無跡可循；下館仍屹立位於三民路東側。